# Gör det själv (TV-program)
Gör det själv, var ett svenskt TV-program om snickeri och inredning, som sändes från 2000 till 2002 på Sveriges Television.